# Сидякин, Василий Павлович
Василий Павлович Сидя́кин (1922—1997) — старший лётчик 155-го гвардейского штурмового авиационного полка 9-й гвардейской штурмовой авиационной дивизии 1-го гвардейского штурмового авиационного корпуса 2-й воздушной армии, гвардии лейтенант. Герой Советского Союза.

## Биография
Родился 19 апреля 1922 года в селе Шишкино (ныне Тальменский район, Алтайский край) в семье крестьянина. Мордвин. Окончил 7 классов местной школы. Учился в краевой политпросветшколе в городе Белоярске. В марте 1941 года поступил в только что открывшуюся в городе Камень-на-Оби спецшколу гражданского воздушного флота.
В августе 1941 года в связи с началом Великой Отечественной войны был переведён в Молотовскую военно-авиационную школу пилотов, где освоил Ил-2. По окончании школы в апреле 1943 года сержант Сидякин направлен на фронт в 820-й штурмовой авиационный полк. Участвовал в боях на Курской дуге, в Корсунь-Шевченковской, Львовской, Яссо-Кишинёвской наступательных операциях. Член ВКП(б) с 1944 года.
В марте 1945 года представлен к высокому званию. К тому времени гвардии лейтенант Сидякин совершил 169 боевых вылетов на штурмовку войск противника, лично сбил 2 и в группе 8 самолётов врага.
Указом Президиума ВС СССР от 10 апреля 1945 года за образцовое выполнение заданий командования и проявленные мужество и героизм в боях с немецко-фашистскими захватчиками гвардии лейтенанту Сидякину Василию Павловичу присвоено звание Героя Советского Союза с вручением ордена Ленина и медали «Золотая Звезда».
Участвовал в Берлинской наступательной операции. Войну закончил в Праге. Участник состоявшегося 24 июня 1945 года Парада Победы на Красной площади в Москве.
После войны продолжал службу в ВВС, осваивал новейшие типы самолётов. В 1952 окончил Высшие лётно-тактические курсы. С 1956 года полковник Сидякин В. П. — в запасе.
Жил в городе Воронеже. В 1964 году окончил юридический факультет ВГУ имени Ленинского комсомола. Работал заместителем начальника Воронежского авиационного предприятия по политической части, начальником отдела Воронежского городского предприятия объединенных котельных и тепловых сетей. Скончался 12 апреля 1997 года. Похоронен на Коминтерновское кладбище.
На родине, в посёлке Тальменка Алтайского края, установлен бюст героя. Постановлением Алтайского краевого Совета народных депутатов от 4 апреля 2005 года Шишкинской школе присвоено имя В. П. Сидякина.

## Награды
- Медаль «Золотая Звезда»;
- орден Ленина (10.4.1945);
- два ордена Красного Знамени (11.10.1943; 26.10.1943);
- два ордена Отечественной войны I степени (26.6.1944; 11.3.1985);
- орден Отечественной войны II степени (17.9.1943);
- орден Красной Звезды;
- орден Славы III степени (3.8.1944);
- медали.